# Masseria dell'Architiello
La masseria dell'Architiello è un edificio religioso di Napoli; sito nel quartiere del Vomero.
La struttura in questione, nonostante la sua movimentata storia, ha mantenuto inalterate le sue caratteristiche architettoniche originarie. Venne già indicata nella carta del duca di Noja, ed è forse contemporanea alla costruzione della chiesa ivi annessa. L'edificio religioso è preceduto da un antico arco a tutto sesto caratterizzato da un cappello prelatizio (fattore indicante che fosse un convento) e sovrastato dalla casa del cappellano. 
Le fonti storiche, però, confermano con sicurezza, che la struttura è in seguito appartenuta ai Gomez de Ayala, ai Guaglianone ed infine agli abitanti attuali.
La struttura possiede anche una torre cilindrica che svetta nel cortile; essa, racchiude la scalinata d'ingresso alla cripta (in cui sono stati ritrovati due scheletri) e all'abitazione del cappellano.